# Foamete
Foametea este un fenomen în care o mare parte a populației unei regiuni sau unei țări este atât de prost hrănită, încât moartea prin inaniție devine un fenomen obișnuit. În ciuda resurselor foarte mari economice și tehnologice ale lumii moderne, foametea mai lovește numeroase regiuni ale planetei, în special țările în curs de dezvoltare unde domnește sărăcia. Foametea este asociată în mod natural cu recoltele proaste din perioadele de secetă, ploi abundente, epidemii, lipsă de provizii și în mod artificial cu războiul și genocidul. În ultimele câteva decenii, a apărut o interpretare mult mai nuanțată care leagă foametea de condițiile economice și politice dintr-o anumită zonă. Agențiile umanitare apreciază gravitatea stării de foamete conform unei scări a foametei.
Multe zone care au suferit de foamete în trecut s-au autoprotejat prin măsuri tehnologice și organizatorice. Prima țară din Europa care a eliminat foametea a fost Olanda, care a avut parte de ultima foamete pe timp de pace la începutul secolului al XVII-lea, în momentul în care a devenit o putere economică majoră și și-a pus la punct o organizare politică complexă. Unul dintre economiștii proeminenți specializați în acest domeniu, laureatul Premiului Nobel Amartya Sen, a remarcat că nici o țară democratică nu a suferit vreodată de foame, deși afirmația ține mai mult de anecdotică decât de o analiză lucidă a istoriei: "Foametea Irlandeză" e un exemplu de astfel de fenomen real petrecut într-o democrație, asta fie că privim Irlanda ca parte a Regatului Unit - unde domnea democrația în sensul dat termenului la acel moment -, fie că o privim ca o autoguvernare suverană în devenire (statul suveran irlandez), și care era organizată de aceleași principii care modelau și Regatul Unit; în Statele Unite ale Americii, în anii 1930, catastrofa ecologică care a rămas în istorie sub numele de "dust bowl", a produs pe fondul distrugerii de către producători a alimentelor pentru menținerea artificială a prețurilor ridicate (John Steinbeck descrie această practică "comercială" în capitolul 25 din "Fructele Mâniei") înfometarea și exodul în masă din regiunea agricolă a preriei - de altfel exodul a fost principala metodă prin care s-au evitat pierderile masive de vieți omenești).

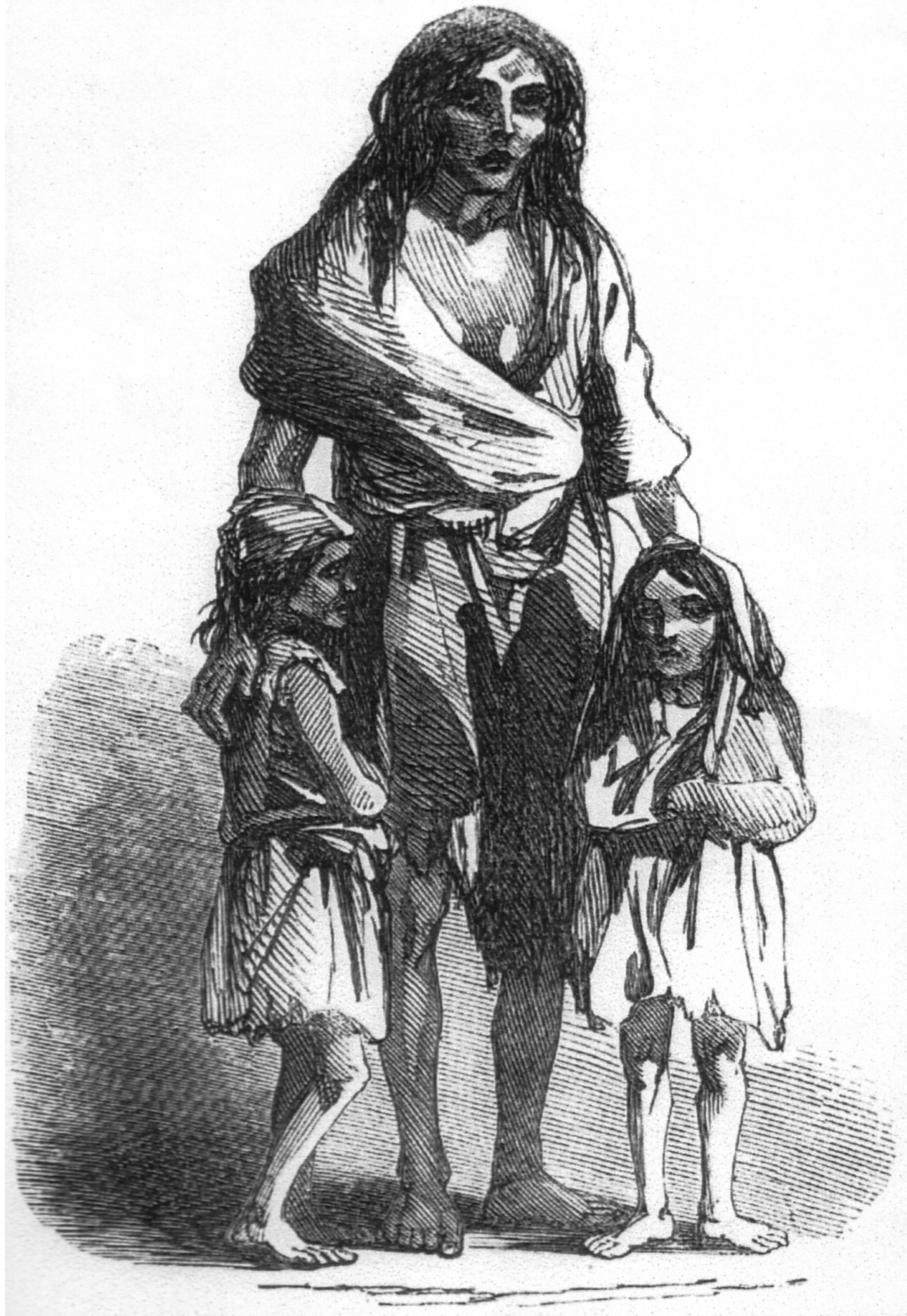
Mamă cu copii înfometați, Irlanda, 1845–1849

## Urmările foametei
Foamea mare și pe timp îndelungat, duce la consumarea de produse alterate, putrezite, sau chiar la pierderea eticii (se mănâncă chiar și carne de om).
Foamea se face remarcată și la demografia teritoriilor respective. S-a constatat că perioadele de foamete mai îndelungate, duc la reducerea copiilor de gen feminin. Demografii și istoricii cercetând aceste tendințe, au ajuns la concluzia că unii părinți preferă copii băieți. Alți cercetători cred în producerea de procese biologice (amenoree).
Populația înfometată are tendința de a-și vinde uneltele, animalele, pământurile. Prin aceste măsuri, pe perioada scurtă o duc mai bine, dar pe timp îndelungat și-au slăbit puterea de supraviețuire. În Etiopia, familiile lovite de soarta foametei din anii 1984-1985, nici până în ziua de azi nu au ajuns nivelul de trai pe care l-au avut înainte. Un studiu medical-statistic în Occident (Olanda) sugerează că adulții care în timpul copilăriei au trecut prin perioade de foamete sunt mai susceptibili de a suferi în decursul vieții ulterioare de maladii grave. Alte studii au demonstrat că și condițiile de igienă alimentară (calitatea și varietatea alimentației) au efecte importante asupra calității fizice și intelectuale ale unei generații: copii născuți în familiile sărace, sau care nu le pot asigura din alte motive decât sărăcia o alimentație echilibrată și sănătoasă, au la vârstă adultă o capacitate intelectuală mai redusă decât copii care beneficiază de ele. Este un fapt atestat și că privarea totală și îndelungată de alimentație, cum are loc de exemplu cu ocazia unei "greve a foamei" îndelungate, produce o deteriorare ireversibilă a sănătății individului supus unui astfel de regim, asta în ciuda unei rezistențe înnăscute remarcabile a individului speciei umane la astfel de vicisitudini (cei mai favorizați din punct de vedere biologic dintre oameni, pot supraviețui chiar și un an complet fără să consume nici un fel de aliment, dar furnizându-li-se aportul hidric (de apă)).

## Foametea în zilele noastre
"Rețeaua sistemelor de avertizare timpurie împotriva foametei" a acordat Zimbabwelui în anul 2000, statutul de urgență, Sudanului  Arhivat în 14 mai 2006, la Wayback Machine. în anul 2003 Nigerului în iulie 2005, ca și altor țări precum Etiopia, Somalia, Kenya de nord-est în 2006. În zilele noastre, foametea lovește cel mai greu în Africa, dar, în ciuda eforturilor internaționale, foametea continuă să fie o problemă globală, milioane de indivizi suferind sau murind de foame. Principalele cauze care zădărnicesc eforturile de ajutorare ale populației aflate în nevoie sunt: războaiele zonale, războaiele interne și instabilitatea economică.
Foametea din lume este justificată prin corupția crasă a multor guverne.
Țări din Africa, ca exemplu, primind ajutoare ONU în alimente și utilaj agricol, au ales să le vândă vecinilor pentru a cumpăra armament.
Mortalitatea infantilă și malnutriția au rămas exact ca înainte de primirea ajutoarelor.
După o creștere de 37% în 2006/2007, în ani 2007/2008 au crescut conform: “Food and Agriculture Organization”, prețurile plătite la importurile de alimente în statele cele mai sărace cu 56%. Conform organizației, la finele lui martie 2008, prețurile la grâu și orez erau la nivel dublu față de nivelurile din martie 2007, în vreme ce la porumb erau cu o treime mai mari.
Banca Mondială avertizează, în schimb, că 33 de state ale lumii pot avea probleme politice și dezordine socială din cauza creșterii prețurilor la alimentele de bază. Motivul acestor creșteri este, în special creșterea populației, prețurilor la carburanți și cultivării suprafețelor agricole pentru produsele de biocarburanți și furaje animaliere. 
În lume există în acest moment 850 de milioane de oameni malnutriți, din care 200 milioane de copii, în creștere cu 10% față de 1998, potrivit “Food and Agriculture Organisation” din cadrul Organizației Națiunilor Unite.
Se mai crede încă în sorții de izbândă a Revoluției Verzi în lupta cu foametea. "Revoluția Verde" a început în la sfârșitul secolului al XX-lea cu folosirea de hibrizi de înaltă productivitate. Acești hibrizi contribuie nu numai la obținerea unor recolte mari, dar pot de asemenea stabiliza producțiile în timp. Criticile aduse atrag atenția asupra faptului că odată cu începerea folosirii acestui sistem, este nevoie de tot mai mulți fertilizatori chimici și pesticide, care pot avea ca rezultat final degradarea mediului. De aceea, aceasta este doar una dintre opțiunile posibile pentru națiunile în curs de dezvoltare care suferă de foamete, iar aceste culturi pot fi folosite conform condițiilor din fiecare țară. Culturile foarte productive ar face tehnic posibilă hrănirea lumii și eliminarea foametei. Ele pot fi dezvoltate să asigure nutriția corespunzătoare, iar proporția populației dezvoltate corespunzător ar crește. Se mai afirmă că problemele foametei și ale subnutriției sunt rezultatul dilemelor etice asupra folosirii tehnologiilor incomplet verificate pe care le avem la dispoziție, dar sunt și rezultatul diferențelor culturale și de clasă.
Un punct de vedere interesant este acela că; dieta vegetariană poate asigura cu același efort tehnic și material resurse de hrană pentru mai mulți oameni, comparativ cu dieta bazată pe carne. Acest punct de vedere este, deocamdată, minoritar.

## Prevenția
Foametea poate fi înlăturată prin:
- Furnizarea de provizii, atât din partea statului cât și de către oameni particulari.
- Creșterea productivității în agricultură.
- Protecția resurselor naturale.
- Înlăturarea cauzei producerii dăunătorilor agricoli.
- Ajutorul micilor producători agricoli.
- Asigurarea dreptului la alimente, mai ales pentru oamenii săraci.